# Fort Boreas
Fort Boreas is een klimtoestel met verschillende torens en glijbanen voor kinderen en staat in het Nederlandse pretpark Toverland. De attractie bevindt zich in de Magische Vallei en is geopend in 2001. 
De attractie bevindt zich vanaf 2013 in de Magische Vallei. Daarvoor bevond hij zich op een andere plaats.
Lijst van attracties in Attractiepark Toverland · Afbeeldingen